# 알부사이라
알부사이라(Al-Busayrah, 아랍어: الْبُصَيْرَة al-Buṣayrah[*])는 시리아 동부의 도시로, 행정 구역상 데이르에조르주에 속한다. 이 도시는 유프라테스강과 하부르강의 합류 지점에 위치하며, 데이르에조르의 남동쪽에 있다. 인근 지역으로는 북서쪽에 무하산, 남동쪽에 알아샤라, 마야딘, 하진이 있다. 시리아 중앙 통계국에 따르면, 알부사이라의 인구는 2004년 인구 조사에서 6,199명이었다. 이 도시는 로마 제국 시대에 키르케시움이라는 라틴어 이름으로 알려져 있었다.

알부사이라는 나히야 알부사이라의 데이르에조르 구의 행정 중심지이다.

시리아 내전 기간 동안, 이 도시는 이라크 레반트 이슬람국의 일부였으나, 2017년 11월 12일 시리아 민주군에 의해 점령되어 북동시리아 자치 행정부의 통제 하에 들어갔다. 2024년 8월 6일, 시리아군 지원 부족군은 이 지역에서 발표된 공세 중에 이 도시를 점령했다고 주장했다.

## 기후
알부사이라는 사막 기후를 띤다. 대부분의 비는 겨울에 내린다. 쾨펜-가이거 기후 분류는 BWh이다. 알부사이라의 연평균 기온은 20.2 °C (68.4 °F)이다. 연간 약 154 mm (6.06 in)의 강수가 내린다.
| Al-Busayrah의 기후                   | Al-Busayrah의 기후 | Al-Busayrah의 기후 | Al-Busayrah의 기후 | Al-Busayrah의 기후 | Al-Busayrah의 기후 | Al-Busayrah의 기후 | Al-Busayrah의 기후 | Al-Busayrah의 기후 | Al-Busayrah의 기후 | Al-Busayrah의 기후 | Al-Busayrah의 기후 | Al-Busayrah의 기후 | Al-Busayrah의 기후 |
| 월                                   | 1월                | 2월                | 3월                | 4월                | 5월                | 6월                | 7월                | 8월                | 9월                | 10월               | 11월               | 12월               | 연간               |
| ------------------------------------ | ------------------ | ------------------ | ------------------ | ------------------ | ------------------ | ------------------ | ------------------ | ------------------ | ------------------ | ------------------ | ------------------ | ------------------ | ------------------ |
| 일평균 최고 기온 °C (°F)             | 13.1 (55.6)        | 15.9 (60.6)        | 20.2 (68.4)        | 25.9 (78.6)        | 32.1 (89.8)        | 37.6 (99.7)        | 40.5 (104.9)       | 40.4 (104.7)       | 35.8 (96.4)        | 29.7 (85.5)        | 21.6 (70.9)        | 14.9 (58.8)        | 27.3 (81.2)        |
| 일평균 최저 기온 °C (°F)             | 2.7 (36.9)         | 3.9 (39.0)         | 7.0 (44.6)         | 11.6 (52.9)        | 16.7 (62.1)        | 21.5 (70.7)        | 24.4 (75.9)        | 24.2 (75.6)        | 19.5 (67.1)        | 13.9 (57.0)        | 7.7 (45.9)         | 3.8 (38.8)         | 13.1 (55.5)        |
| 평균 강수량 mm (인치)                | 29 (1.1)           | 24 (0.9)           | 25 (1.0)           | 22 (0.9)           | 9 (0.4)            | 0 (0)              | 0 (0)              | 0 (0)              | 1 (0.0)            | 7 (0.3)            | 12 (0.5)           | 25 (1.0)           | 154 (6.1)          |
| 출처: Climate-Data.org, Climate data |                    |                    |                    |                    |                    |                    |                    |                    |                    |                    |                    |                    |                    |